# Falgyom
A falgyom (Parietaria) a rózsavirágúak (Rosales) rendjénak csalánvirágúak (Urticanae) alrendjébe, ezen belül a csalánfélék (Urticaceae) családjába tartozó nemzetség. Falgyomfű és falfű néven is ismert. Magyarországon őshonos faja a közönséges falgyom (Parietaria officinalis).

## Elterjedés
A nemzetség a mérsékelt és trópusi éghajlaton az egész Földön elterjedt. Az Európában őshonos P. judaica Amerikában, az Amerikában őshonos P. pensylvanica Európában meghonosodott, terjedő gyomnövény. Magyarországon a közönséges falgyom (Parietaria officinalis) az egyetlen őshonos faj.

## Jellemzők
20-80 centiméter magas egyéves vagy évelő növények. A levélállás szórt, a levelek nem összetettek, ép szélűek, ferde vállúak. A virágok (3 vagy több) levélhónalji csomókban csoportosulnak.

## Fajok
A lista nem teljes.
- Parietaria alsinifolia Delile
- Parietaria australis (Nees) Blume
- Parietaria cardiostegia Greuter
- Parietaria cretica L.
- Parietaria debilis G.Forst.
- Parietaria diffusa Mert. & W.D.J.Koch
- Parietaria filamentosa Webb & Berthel.
- Parietaria floridana Nutt.
- Parietaria hespera B.D.Hinton
- Parietaria judaica L.
- Parietaria laxiflora Engl.
- Parietaria lusitanica L.
- Parietaria mauritanica Durieu
- Parietaria micrantha Ledeb.
- közönséges falgyom (Parietaria officinalis) L.
- Parietaria pensylvanica Muhlenb. ex Willd.
- Parietaria praetermissa B.D.Hinton
- Parietaria ruwenzoriensis Cortesi